# Église Saint-Georges de Vrh
Pour les articles homonymes, voir Église Saint-Georges.
L'église Saint-Georges de Vrh (en serbe cyrillique : Црква Светог Ђорђа у Врху ; en serbe latin : Crkva Svetog Đorđa u Vrhu) est une église orthodoxe serbe située à Vrh, dans le district de Raška et sur le territoire de la ville de Kraljevo en Serbie. Elle est inscrite sur la liste des monuments culturels de grande importance de la république de Serbie (identifiant no SK 178).
L'église est aujourd'hui dédiée à la Mère de Dieu.

## Présentation

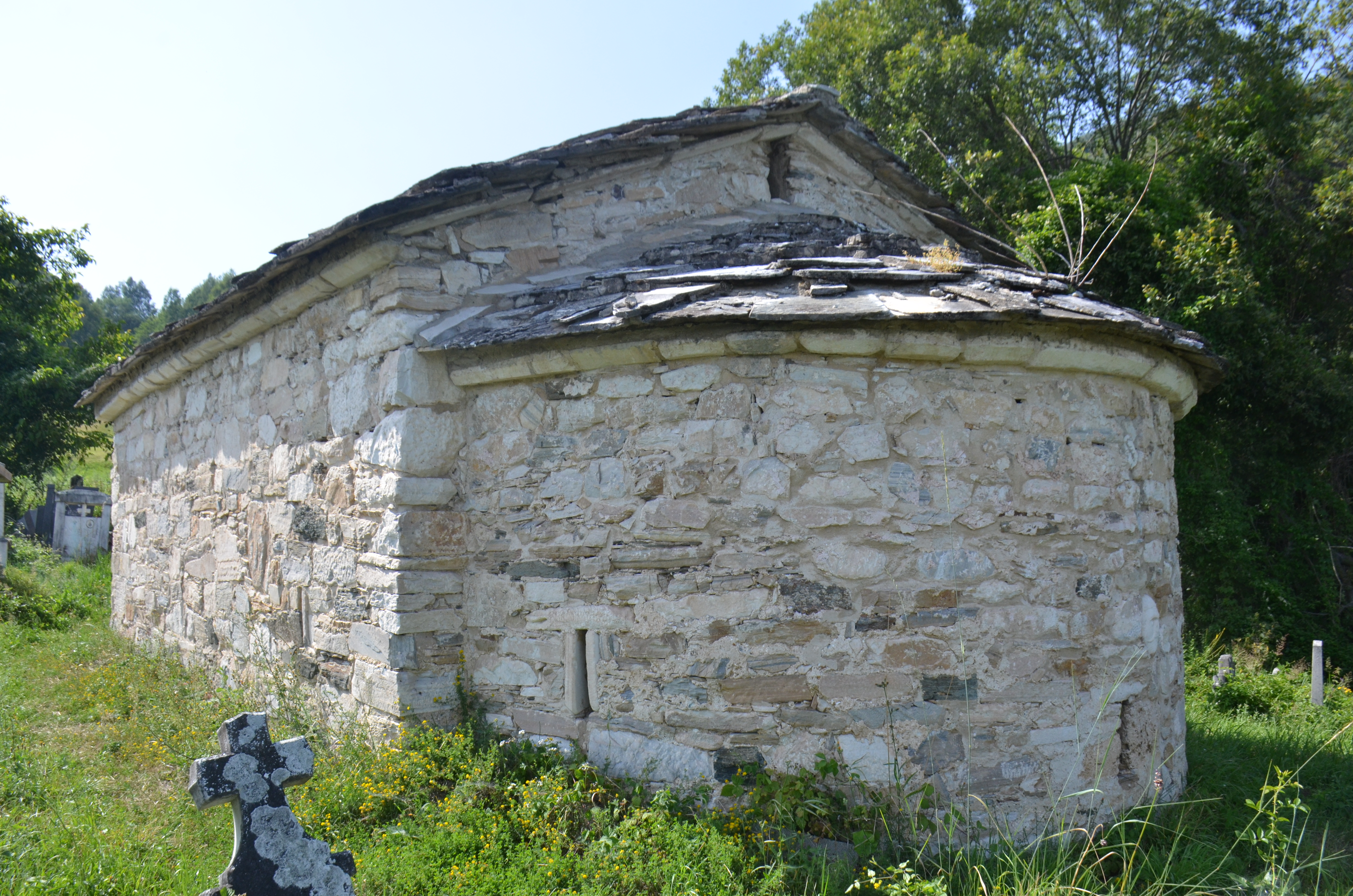
Le chevet de l'église

L'église, située au milieu du cimetière du village de Vrh, est de petites dimensions ; une inscription sur une pierre au-dessus de l'entrée indique qu'elle a été édifiée en 1619-1620. Elle est constituée d'une nef unique prolongée par une abside demi-circulaire ; la nef et l'abside sont dotées de voûtes en berceau brisé reposant sur des piliers ; la nef elle-même est subdivisée en deux travées. L'édifice est construit en pierre de taille auxquelles sont parois mêlées des pierres tombales ; l'ensemble est recouvert de plaques de pierre.
Les fresques sont en partie préservées dans la zone de l'autel et sur les parois latérales. Sur le mur nord se trouvent une scène monumentale représentant Saint Georges terrassant le dragon et une composition représentant la Communion des Apôtres, scènes rarement représentées dans les églises des cimetières ; œuvres d'un maître inconnu, elles datent sans doute de la troisième décennie du XVIIe siècle.

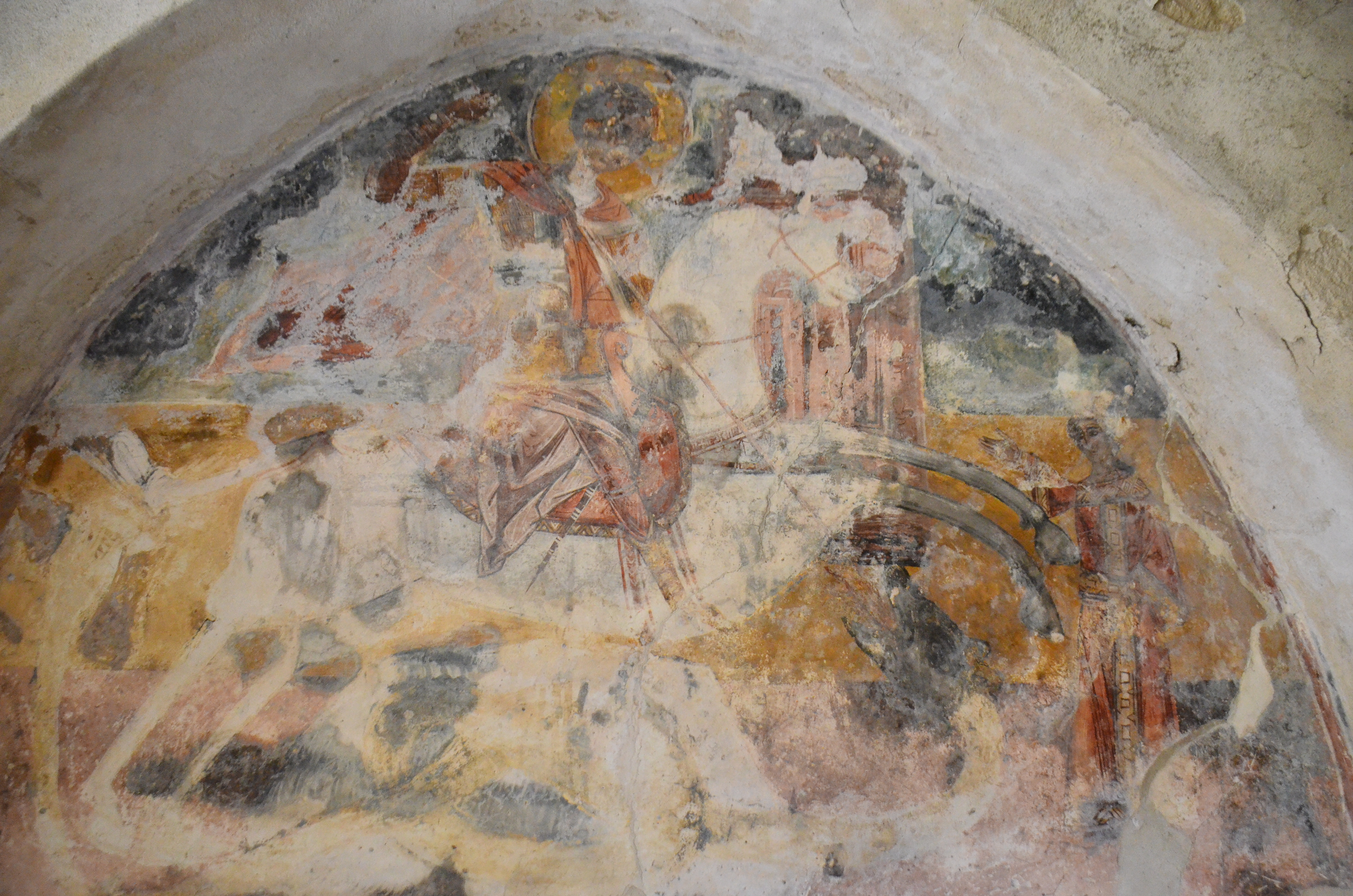
Fresque représentant Saint Georges terrassant le dragon

D'importants travaux de restauration ont été réalisés sur le bâtiment en 1968 et sur les fresques en 1974.